# Річі (озеро)
Річі (також Ричі, Річа, Річу; біл. Рычы, Рыча, Рычу; латис. Riču ezers) — проточне озеро у Браславському районі Вітебської області на півночі Білорусі та у Деменській волості Даугавпілського краю на південному сході Латвії. Належить до групи Ричано-Дрисвятських озер.

## Опис
Водойма знаходиться в басейні річки Дрисвяти (басейн Дісна→Західна Двіна), розташована на північному заході Вітебської області та південному сході Даугавпілського краю, за 20 км на північний захід від міста Браслав і за 5 км на північний захід від села Межани.
Озеро за гідрологічним режимом відноситься до проточних водойм. Приплив води в озеро йде по річці Силіця, яка витікає із озера Сіла та декількох струмках, які витікають із озер Кракіна, Угаринка, Чернова. Витік іде по річці Річанка в озеро Дрісвяти, з якого через річку Дрисвяту попадає у Дісну, а з неї у Західну Двіну.
Площа озера становить 12,84 км². Його довжина становить 6,27 км, максимальна ширина 3,73 км. Максимальна глибина — 51,9 м. Об'єм води в озері становить 131 млн м³. Для збереження унікального озерного комплексу і реліктових видів, білоруська частина озера Річі із 1979 року оголошена гідрологічним заказником республіканського значення «Річі». У Латвії озеро знаходиться на території природного парку «Силене». На латвійському березі озера знаходяться бази відпочинку «Приєдайне» («Соснівка») та «Бурштинова». На березі водойми розташовані білоруські села: Скорбати, Анісімовичі, Бейнари, Миколаюнці, Річани. Латвійський берег сильно заболочений і практично незаселений, за винятком кількох хуторів: Асарі, Візбули, Заболотні.

## Улоговина та рельєф

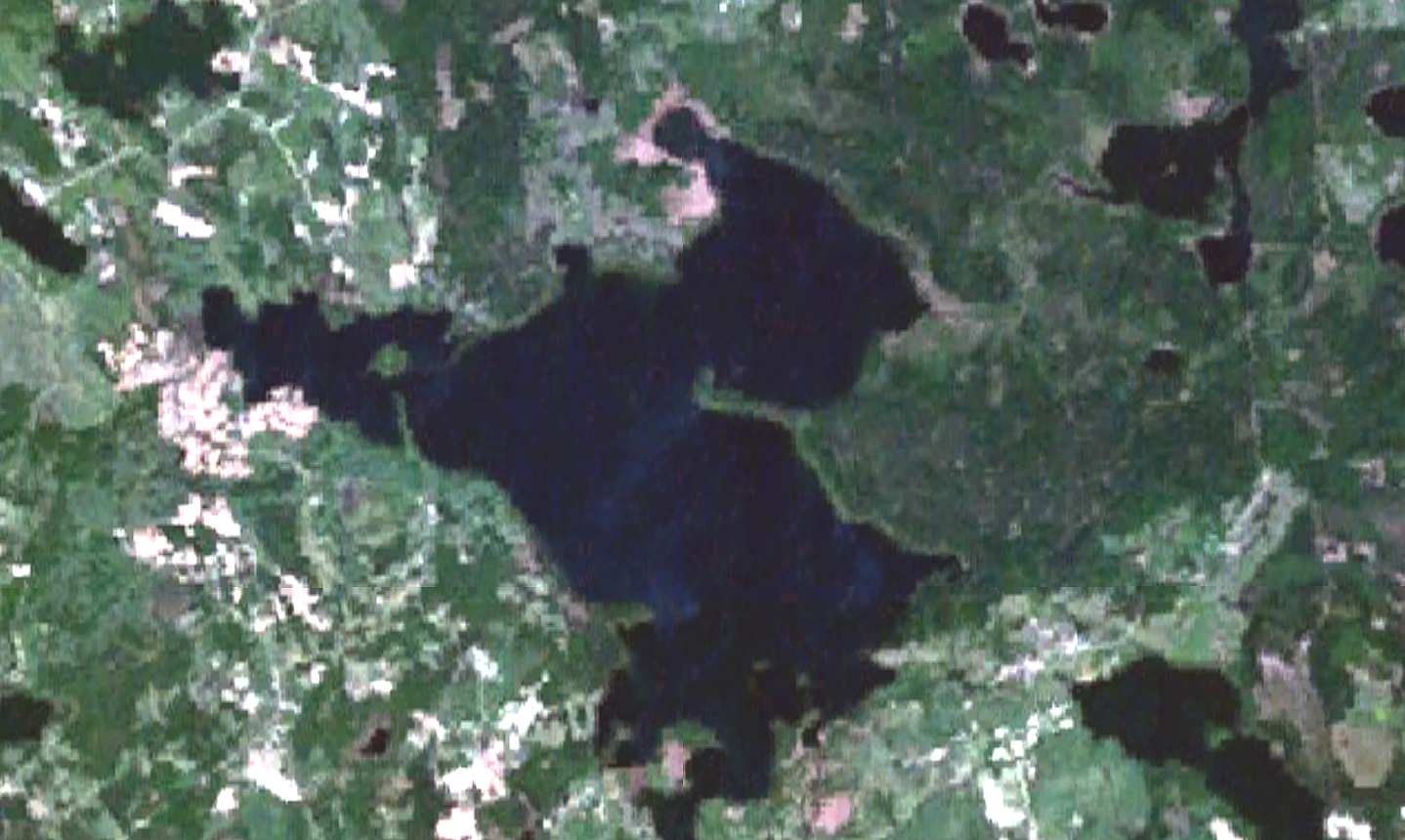
Озеро Річі з космосу

Озеро Річі друге за глибиною озеро Білорусі (51,9 м) після озера Довге (53,6 м) та четверте у Латвії. Воно має середню глибину 10,2 м.
Водойма має складну улоговину, витягнуту із північного заходу на південний схід. Берегова лінія, довжиною 33,4 км, сильно порізана і створює численні затоки, миси та коси. Східні схили центральної частини високі та круті, місцями підносяться на 30-40 м над рівнем води. Південні більш пологі, висотою до 10 м. На півночі і заході характерне чергування високих, крутих схилів з невисокими і пологими, відокремленими від озера заплавою. Для підводної частини характерне чергування мілин із глибоководними западинами. Акваторія озера має 5-ть островів загальною площею 5,7 га, найбільший із них — Кам'янець — має площу близько 4 га і розташований в північно-західній частині водойми. Уздовж довгої осі озера, витягнута улоговина, яка складається із ланцюга глибоких ерозійних котловин. По обидві сторони від центральної улоговини глибини значно зменшуються. У цих місцях глибина профундальної зони досягає 25 м. Перехід від літоральної зони до профундальної дуже різкий. Крутизна субліторального схилу сягає 30-40°. Північно-західна глибоководна затока є продовженням улоговини центрального плеса, а північно-східна і південна мають просту будову, тут глибини наростають плавно — до 13 м. На частку глибин до 2 м припадає приблизно 15 % площі дна, а більше 8 м — 50 %. Характер донних відкладів залежить від глибини: піщані сягають глибини 10-12 м, в затоках до 2-5 м. Решта ложа вистлана сапропелем, найбільш глибокі ділянки — мулом.
Площа водозбору порівняно невелика і становить 123 км², являє собою ділянку горбисто-моренного рельєфу. Моренні пасма і пагорби чергуються із озами, камами, міжморенними зниженнями, відносна висота яких сягає 40 м. Площа лісових масивів становить 37 % водозбору, розораних ділянок — 50 %. Переліски на піщаних ґрунтах, зниження між моренами зайняті болотами, невеликі річки, струмки та озерця — становлять типовий ландшафт даної місцевості.

## Вода
Вода в озері доволі чиста, прозорість влітку сягає 5,4 м. Кольоровість води доволі низька і не перевищує 20°, реакція води нейтрально-слаболужна, коливається від 7,9 рН на поверхні до 7,0 рН біля дна. Це характеризує озеро Річі як мезотрофну водойму з ознаками оліготрофії. Річі живиться за рахунок атмосферних опадів, невеликих річки, струмків та каналів. Значна частка припливу припадає на ґрунтові води, що позначається на характеристиці водної маси і складі донних відкладень. Озеро відноситься до числа середньо-мінералізованих водойм. Середня мінералізація води в озері становить від 180 мг/л на поверхні, до 220 мг/л біля дна (0,18 — 0,22 ‰).

## Флоратафауна
Водні рослини в озері поширюються до глибини 9 м. Уздовж всієї берегової лінії тягнеться смуга надводної рослинності, яка переривається тільки у місцях сильної абразії берегів. Суцільну смугу макрофіти утворюють тільки в напівзакритих плесах та мілководних затоках. Найбільше поширення одержав очерет, який проникає до глибини 2,5 м і утворює в окремих місцях зарості висотою до 2-3 м. В південно-західній, північно-західній затоках та у витоку річки Річанки — поширені рослини із плавучим листям: кубишка жовта, рдест плавучий. На більших глибинах переважають занурені макрофіти. На глибинах від 2,5 до 4,5 м ростуть переважно рдести та харові, глибше вони поступаються місцем роголистнику, який проникає на глибину до 6 м. На більших глибинах (6-9 м), куди мало проникає сонячних променів, ростуть водні мохи, представлені в основному фонтиналісом. Мілководні ділянки і затоки заросли жовтцем жорстколистяним, перистолистником, елодеєю, водяним різаком, пухирником.
Чиста і прозора вода водойми створили умови для проживання багатьох реліктових видів льодовикового періоду, зокрема безхребетних (лімнокалянус, понтопорея, бокоплав Палласа). Озеро по складу іхтіофауни відноситься до сигово-снєткової водойми. Тут мешкають близько 22 видів риб: снєток, ряпушка, вугор, судак, ялець, мересниця, срібний карась, в'юн, минь, лин.